# Murilo de Almeida
Murilo Ribeiro de Almeida (Presidente Prudente, 21 januari 1989) is een Braziliaans-Oost-Timorees voetballer, die als aanvaller speelt.

## Carrière
De Almeida begon zijn carrière in 2009 bij EC Bahia. Vanaf 2011 speelde De Almeida als aanvaller voor verschillende clubs in Azië. De Almeida maakte op 5 oktober 2012 zijn debuut in het Oost-Timorees voetbalelftal tijdens een kwalificatiewedstrijd in het Zuidoost-Aziatisch kampioenschap voetbal tegen Cambodja.